# Auguštanovec
Auguštanovec falu Horvátországban Zágráb megyében. Közigazgatásilag Pokupskóhoz tartozik.

## Fekvése
Zágráb központjától 37 km-re délre, községközpontjától 5 km-re délnyugatra a Kulpa bal partján fekszik. A falu több kisebb részből áll: Donje Selo, Gornje Selo, Brdo és Saldum.

## Története
1509-ben "Jagustonowcz", 1561-ben "Augustanovech", 1568-ban és 1581-ben "Augustanowcz", 1672-ben "Iagustanouecz", 1806-ban "Augusztanovecz" néven említik. Auguštanovec a 19. században még a község legnépesebb faluja volt. Jelentőségét növelte, hogy az alacsony part miatt itt kedvező volt az átkelés a Kulpán, ezért sokáig itt komp is közlekedett. A közlekedés fejlődésével azonban fokozatosan elveszítette jelentőségét, a forgalom visszaesett, így a lakosság száma is csökkent. A trianoni békeszerződés előtt Zágráb vármegye Pisarovinai járásához tartozott.

## Lakosság
| Lakosság változása | Lakosság változása | Lakosság változása | Lakosság változása | Lakosság változása | Lakosság változása | Lakosság változása | Lakosság változása | Lakosság változása | Lakosság változása | Lakosság változása | Lakosság változása | Lakosság változása | Lakosság változása | Lakosság változása |
| ------------------ | ------------------ | ------------------ | ------------------ | ------------------ | ------------------ | ------------------ | ------------------ | ------------------ | ------------------ | ------------------ | ------------------ | ------------------ | ------------------ | ------------------ |
| 1857               | 1869               | 1880               | 1890               | 1900               | 1910               | 1921               | 1931               | 1948               | 1953               | 1961               | 1971               | 1981               | 1991               | 2001               |
| 469                | 521                | 448                | 532                | 527                | 511                | 494                | 545                | 486                | 429                | 348                | 289                | 246                | 193                | 170                |